# Ulysses S. Grant
Ulysses S. Grant (geboren als Hiram Ulysses Grant) (Point Pleasant, Ohio, 27 april 1822 – Wilton, New York, 23 juli 1885) was een Amerikaans generaal en opperbevelhebber van de Noordelijke strijdkrachten tijdens de Amerikaanse Burgeroorlog. Hij was de 18e president van de Verenigde Staten van 1869 tot 1877.

## Jeugd
Grant werd geboren in Point Pleasant, Clermont County te Ohio. Zijn ouders waren Jesse Root Grant en Hannah Simpson en zij noemden hem Hiram Ulysses Grant. Zijn vader en grootvader aan moederskant waren geboren in Pennsylvania. Zijn vader was leerlooier. In het najaar van 1823 verhuisden ze naar Georgetown in Brown Country te Ohio. Grant bracht hier het grootste gedeelte van de tijd tot zijn zeventiende verjaardag door.
Toen hij 17 was, werd hij door zijn afgevaardigde voorgedragen als cadet in het Amerikaanse leger. Hij werd toegelaten tot de elitaire academie van het leger, West Point in New York. De afgevaardigde meldde hem echter bij vergissing aan als Ulysses S. Grant en zo stond hij voortaan bekend (wat hem later niet slecht uitkwam; de afkorting van zijn naam droeg stevig bij aan zijn populariteit). In 1843 studeerde hij af, als 21ste in een klas van 39 cadetten.
Op 22 augustus van dat jaar huwde hij Julia Boggs Dent, met wie hij vier kinderen had: Frederick Dent, Ulysses S.jr., Ellen Wrenshall en Jesse Root

## Militaire carrière

### Voor de burgeroorlog
Grant diende gedurende de Mexicaans-Amerikaanse oorlog onder generaals Zachary Taylor en Winfield Scott en vocht mee in de slagen bij Resaca de la Palma, Palo Alto (in het huidige Texas), Monterrey en Vera Cruz. Hij ontving tweemaal een vermelding voor getoonde moed: bij Molino del Rey en Chapultepec. De daaropvolgende zomer, op 31 juli 1854, ging hij met groot verlof. Zeven jaar burgerleven volgden, waarin Grant in alles wat hij aanpakte ongeveer even weinig succesvol was. Met zijn wedde uit het leger kocht hij een boerderij, die prompt failliet ging. In St. Louis werkte hij een tijdje als makelaar, maar werd ontslagen wegens gebrek aan succes. Uiteindelijk ging hij in de leerlooierij van zijn vader en broer werken als assistent.

### Tennessee
Toen op 14 april, 1861 de Zuidelijke troepen Fort Sumter veroverden, verzamelde Grant een compagnie vrijwilligers en meldde zich als kapitein der compagnie in Springfield te Illinois. De gouverneur vond dat een West Point-alumnus beter ingezet kon worden en stelde hem per 17 juni 1861 aan als kolonel van het 21ste regiment infanterie van Illinois. Zijn eerste missie was geen groot succes en hij kreeg verder een kantoorbaan. Toch volgde promotie en hij werd per 7 augustus brigadegeneraal van vrijwilligers.
Via een omweg werd Grant teruggeplaatst in het veld aan het hoofd van een bataljon. Op 6 februari 1862 behaalde hij met zijn manschappen de eerste, grote overwinning van het Noorden in de Amerikaanse Burgeroorlog door Fort Henry in Tennessee te veroveren. De week erna nam hij Fort Donelson in, waarbij hij onvoorwaardelijke overgave eiste, wat Noord én Zuid inspireerde tot een bijnaam (gebaseerd op zijn initialen): Unconditional Surrender Grant.
Al snel vestigde hij een reputatie als vasthoudend leider die het Confederale leger onophoudelijk achtervolgde en zijn vijand nooit losliet. Door deze eigenschappen behaalde hij een aantal grote maar dure overwinningen in verschillende slagen. Een beroemde – en beruchte – overwinning die hij behaalde was de slag bij Shiloh, waar gedurende twee dagen meer Amerikanen (rond de 5000) sneuvelden dan in alle voorgaande Amerikaanse oorlogen samen. De avond tussen de twee dagen van deze slag bracht Grant door samen met zijn vriend en onderbevelhebber William T. Sherman. In zijn memoires liet Sherman een deel van hun gesprek na dat Grant zeer typeert. Sherman merkte op dat de eerste dag heel zwaar was geweest. Grant reageerde daarop met de woorden "Yep – maar morgen rollen we ze op".

### Vicksburg
Na de overwinning bij Shiloh kreeg Grant opdracht om de stad Vicksburg in te nemen. Deze stad was de laatste aan de Mississippi in Zuidelijke handen en het laatste obstakel voor de Unie om de hele rivier in handen te krijgen. Grant leidde zijn troepen op een lange mars om de stad heen, omsingelde deze en begon een beleg van een aantal maanden. Tijdens dit beleg werden nog twee van Grants eigenschappen zichtbaar. De eerste eigenschap was zijn gebruik van veel manschappen en zware wapens om slagen te winnen – een enorme verandering ten opzichte van bestaande militaire tactiek. Hiermee toonde Grant een inzicht in de veranderende aard van oorlogvoering dat niet veel van zijn collega's volgden en bepaalde hij mede het beeld van oorlogvoering tot aan de introductie van de Blitzkrieg door Duitse legers in 1940. De tweede eigenschap was minder flatteus, namelijk Grants gewoonte om perioden van verveling (zoals lange belegeringen) door te komen met behulp van grote hoeveelheden drank. Grants veelvuldig genoemde (maar grotendeels onverdiende) reputatie als dronkenlap vindt hier zijn oorsprong. Grant was echter zeker geen alcoholist. Gedurende perioden van actie tijdens de oorlog en later – in het gezelschap van zijn vrouw, toen zij voor afleiding kon zorgen – was er zelden of nooit enige drank in zijn buurt te bekennen.
Vicksburg hield maanden stand, maar op 4 juli 1863 gaf de stad zich aan Grant over. Hij presenteerde de stad aan president Abraham Lincoln ter viering van de Amerikaanse onafhankelijkheidsdag, waarmee de natie haar verjaardag groots vierde – bij toeval was een dag eerder het Army of Northern Virginia van Robert E. Lee verslagen in de slag bij Gettysburg en weer in de richting van het Zuiden teruggetrokken. Het zou tot 1943 duren voordat de 4de juli in Vicksburg weer gevierd zou worden.

### Chattanooga
Na zijn overwinning bij Vicksburg kreeg Grant het veldcommando over de troepen aan het westelijke front en in die hoedanigheid nam hij het commando over van de troepen van generaal-majoor William S. Rosecrans, die bij Chattanooga in het nauw gedreven was. Grant ging onmiddellijk in de aanval en dreef het Zuidelijke leger in het defensief rond Lookout Mountain. Deze helling werd onneembaar geacht, maar Grant liet haar de volgende dag bij verrassing bestormen -- waarmee hij tot een van de grote inzichten kwam die ook in de Eerste Wereldoorlog op vreselijke manier bewaarheid zou worden, namelijk dat een door zware vuurwapens verdedigde stelling in te nemen is, als je maar bereid bent enorme verliezen te incasseren. De verliezen vielen hier mee door het element van verrassing, maar Grant zou dit later anders meemaken.

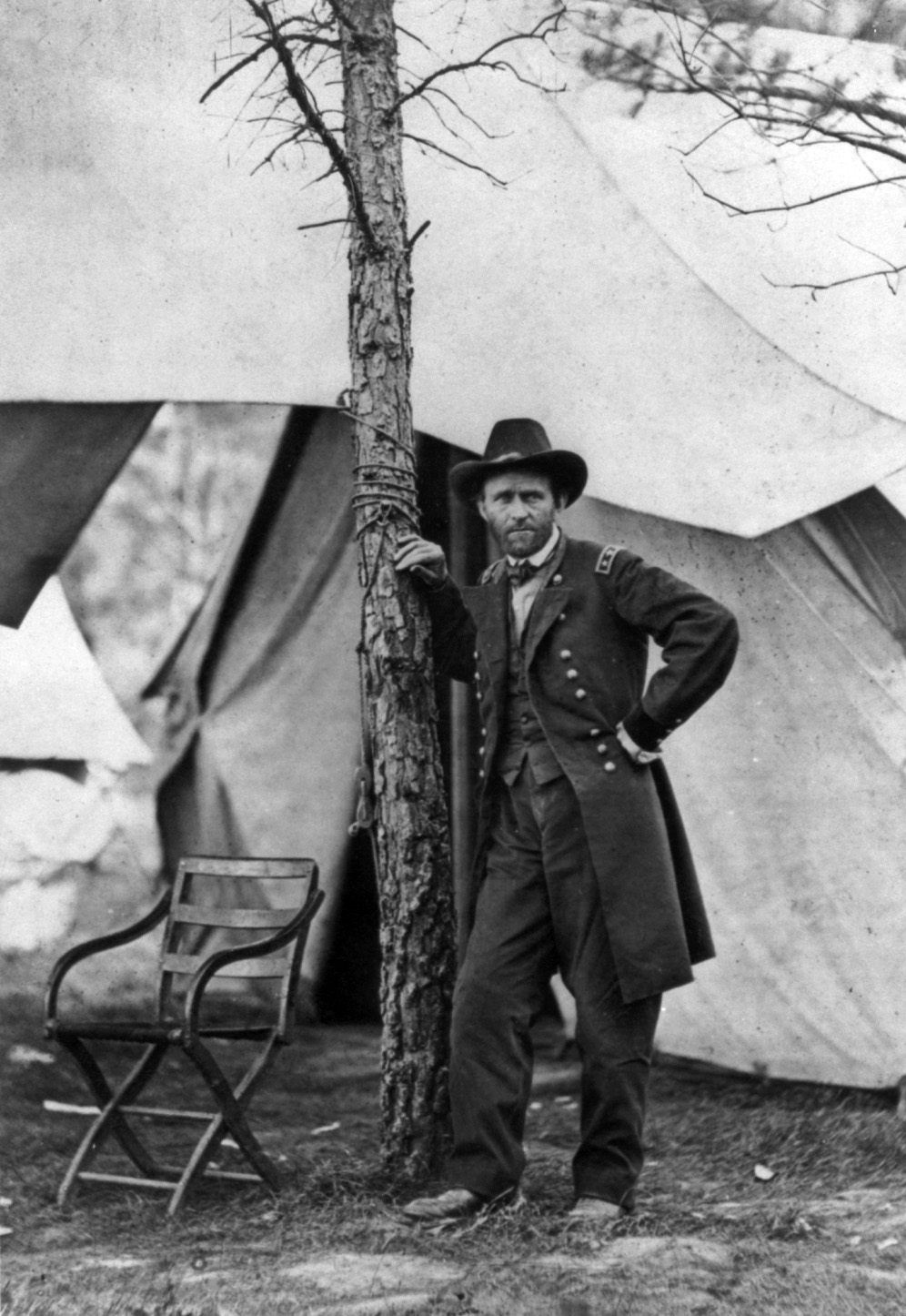
Ulysses S. Grant in 1864

Door Grants vasthoudende aard, de wil om alles in te zetten om te overwinnen en de totale onwil om op te geven totdat de laatste man aan zijn kant dood was, begon Lincoln in hem de man te zien die de Amerikaanse Unie naar de overwinning kon leiden (dit in tegenstelling tot een aantal eerdere generaals die Lincoln getest had en die allemaal teleurstellingen waren gebleken tegen Lee). Op 2 maart 1864 werd Grant bevorderd tot luitenant-generaal en per 17 maart kreeg hij het commando over alle troepen van de Verenigde Staten.

### Army of the Potomac
Grant liet de oorlog in het westen over aan de enige man die hij blindelings vertrouwde - William Tecumseh Sherman. Tussen hen was een broederschap ontstaan (die Sherman in zijn autobiografie omschreef als "Grant bleef me trouw toen ik kierewiet was en ik hem toen hij zich klem gezopen had") en Grant wist dat Sherman de zaak aan zou pakken zoals Grant wilde. Grant zelf nam het commando op zich van het enorme Army of the Potomac, dat al sinds 1861 - met een volledig gebrek aan succes – tegenover het Army of Northern Virginia en Robert E. Lee stond.
Lincoln en Grant stelden als onwrikbaar doel de inname van Richmond in Virginia (de hoofdstad van de Geconfedereerde Staten van Amerika) en Grant trok op richting Zuiden. Zijn eerste slag tegen de onoverwinnelijke Lee was de Slag in de Wildernis, een bloedbad dat Grant dik verloor. Hierop reageerde hij zoals nog nooit een bevelvoerder van het Army of the Potomac ooit gedaan had: in plaats van zich terug te trekken en te hergroeperen, zette hij de achtervolging op Lee in. Lee zag zich hierdoor voor het eerst geplaatst tegenover een commandant die onvoorwaardelijk bereid was de overmacht van zijn leger op dat van Lee in te zetten, waarop Lee al opmerkte dat hij de oorlog "nu waarschijnlijk [zou] verliezen".
De Battle of the Wilderness werd de Wilderness Campaign, die slagen omvatte als de Slag bij Spotsylvania Court House (een nauw gelijkspel tussen Grant en Lee) en Cold Harbor - een bloedbad waarbij Grant twee dagen lang probeerde een versterkte rivierbedding in te nemen door deze te bestormen. In zijn memoires noemde Grant de Slag bij Cold Harbor (die hij verloor) "De enige, echt grote blunder die ik als bevelvoerder gemaakt heb". Uiteindelijk liet Grant zijn troepen om Lee's leger heen trekken de rivier over. Lee, die zich geflankeerd zag, trok zijn leger in allerijl om Richmond heen en toen Grant tegen deze muur van mannen aan liep, begon de negen maanden durende uitputtingsslag van het Beleg van Petersburg - weer een groot drinkmoment voor Grant.

### Overwinning
In maart 1865 was het Grant gelukt het leger van Lee ernstig te verzwakken en zijn linies met 35 mijl uit te breiden. Uitgeput door honger, bombardementen en slecht weer deserteerden Lee's soldaten in groten getale. Nadat de confederale regering uit Richmond evacueerde viel de Confederatie als een kaartenhuis ineen. Lee voerde zijn troepen het bos in totdat ze uiteindelijk bij Appomattox Court House omsingeld werden door Grants leger. Op 9 april 1865 gaf Lee zich gewonnen en op 26 mei 1865 was de oorlog over.
Als beloning voor bewezen diensten werd Grant op 25 juli 1866 door het Amerikaanse Congres bevorderd tot een totaal nieuwe rang in het Amerikaanse leger: General of the Army, Generaal van het Leger.

## Presidentschap
Grant besloot, mede door het roerige presidentschap van Andrew Johnson, de politiek in te gaan. Op 20 mei 1868 werd hij, vrijwel zonder tegenstand, genomineerd als kandidaat voor het presidentschap door de Republikeinse partij. De verkiezingen van datzelfde jaar won hij, met 3.012.833 van de totaal 5.716.082 uitgebrachte stemmen. Daarmee werd hij de 18de president van de Verenigde Staten.
Zijn presidentschap stond in het teken van corruptieschandalen. Met name de Whiskey Ring-fraude waarbij $3 miljoen aan belastinggeld ontvreemd werd, is berucht. Orville E. Babcock, privésecretaris van de president, was erbij betrokken en alleen een presidentieel pardon van Grant hield hem uit de gevangenis. De Whiskey Ring werd gevolgd door een schandaal rond Minister van Oorlog William W. Belknap, naar wie een onderzoek werd ingesteld naar het aannemen van steekpenningen in ruil voor de verkoop van vrijhandelsposten van Amerikaanse Indianen – Belknap werd schuldig bevonden. Hoewel nooit bewezen werd dat Grant zelf iets verkeerd deed of profiteerde van het handelen van zijn ministers, wordt hem wel verweten dat hij niet daadkrachtig genoeg de misstappen van zijn medewerkers heeft bestreden, dit in schril contrast met zijn nietsontziende optreden als generaal tijdens de burgeroorlog. Zelfs toen schuld werd bewezen, trad hij niet of nauwelijks op tegen zijn medewerkers.

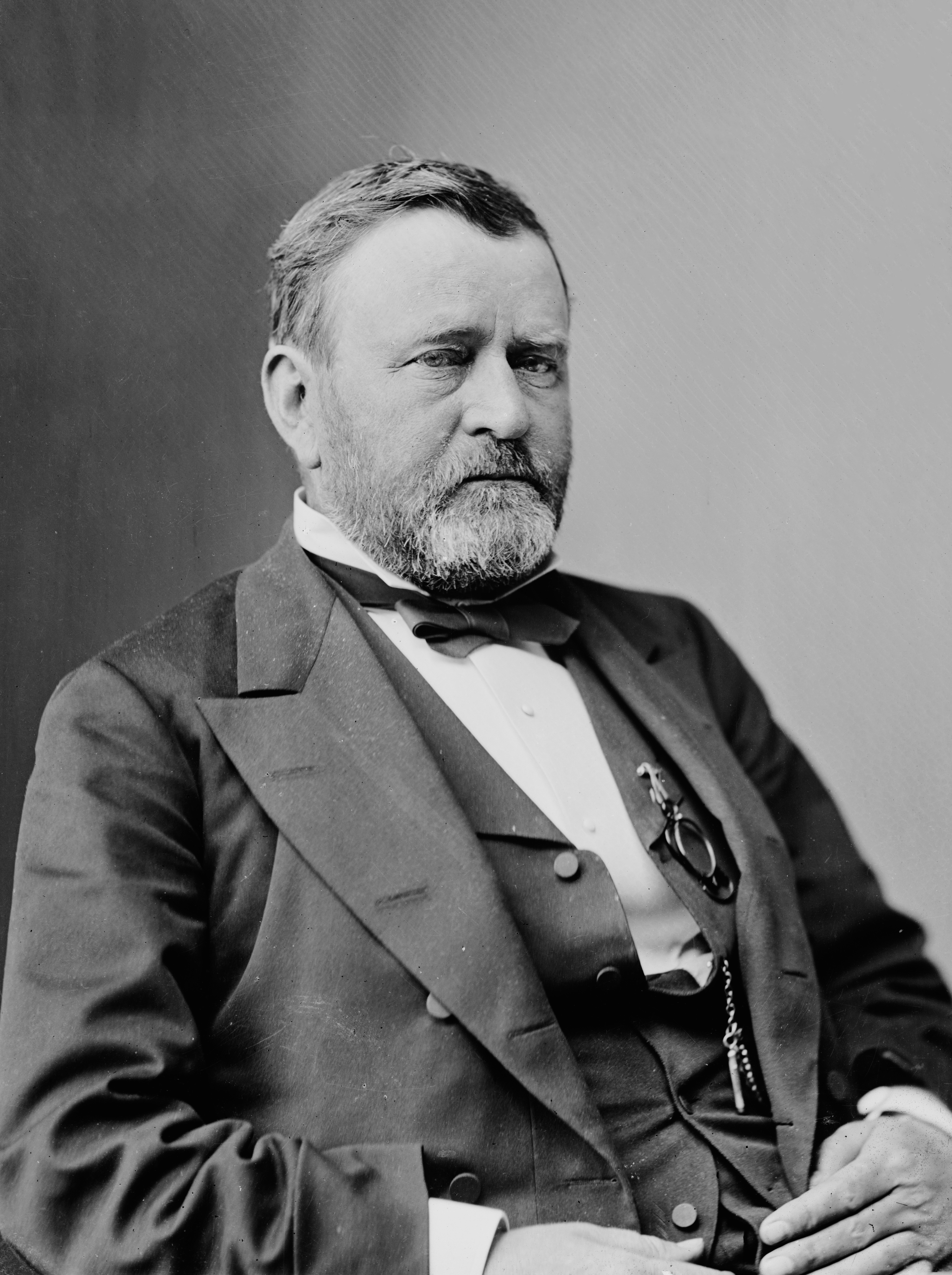
Portret

## Latere leven
Na zijn tweede termijn maakte Grant een twee jaar durende wereldreis. In het Britse Sunderland opende hij de eerste openbare en gratis toegankelijke bibliotheek van Engeland.
In 1883 werd Grant gekozen als achtste president van de National Rifle Association.
Grant ging ook in zaken als senior-partner in de firma Grant and Ward. Wellicht enigszins voorspelbaar ging deze firma failliet en sleurde Grants familiekapitaal mee. Inmiddels was Grant stervende aan keelkanker en moest hij een manier vinden om zijn familie van geld te voorzien na zijn dood. Wanhopig werkte hij aan het opschrijven van zijn memoires, die hij een paar dagen voor zijn dood voltooide. Dit keer lukte zijn laatste 'zakelijke' voornemen wel: deze memoires voorzagen zijn vrouw en kinderen van een riant inkomen.
Grant stierf op 23 juli 1885, pas 63 jaar oud, te Mount McGregor in Saratoga County in de staat New York. Hij ligt samen met zijn vrouw begraven in Grant's Tomb in de stad New York, het grootste mausoleum in de Verenigde Staten.
Tijdens zijn leven was Grant een methodist. Tegenwoordig prijkt zijn portret op het Amerikaanse biljet van 50 dollar.

## Hoogtepunten van Grants militaire loopbaan
- Mexicaans-Amerikaanse oorlog
- Amerikaanse Burgeroorlog
  - Overgaven Fort Henry en Fort Donelson
  - Slag bij Shiloh
  - Beleg van Vicksburg
  - Slag bij Chattanooga
  - Slag in de Wildernis
  - Slag bij Spotsylvania Court House
  - Slag bij Cold Harbor
  - Beleg van Petersburg
  - Inname van Richmond
  - Appomattox Court House

## Bijnamen
- De held van Appomattox

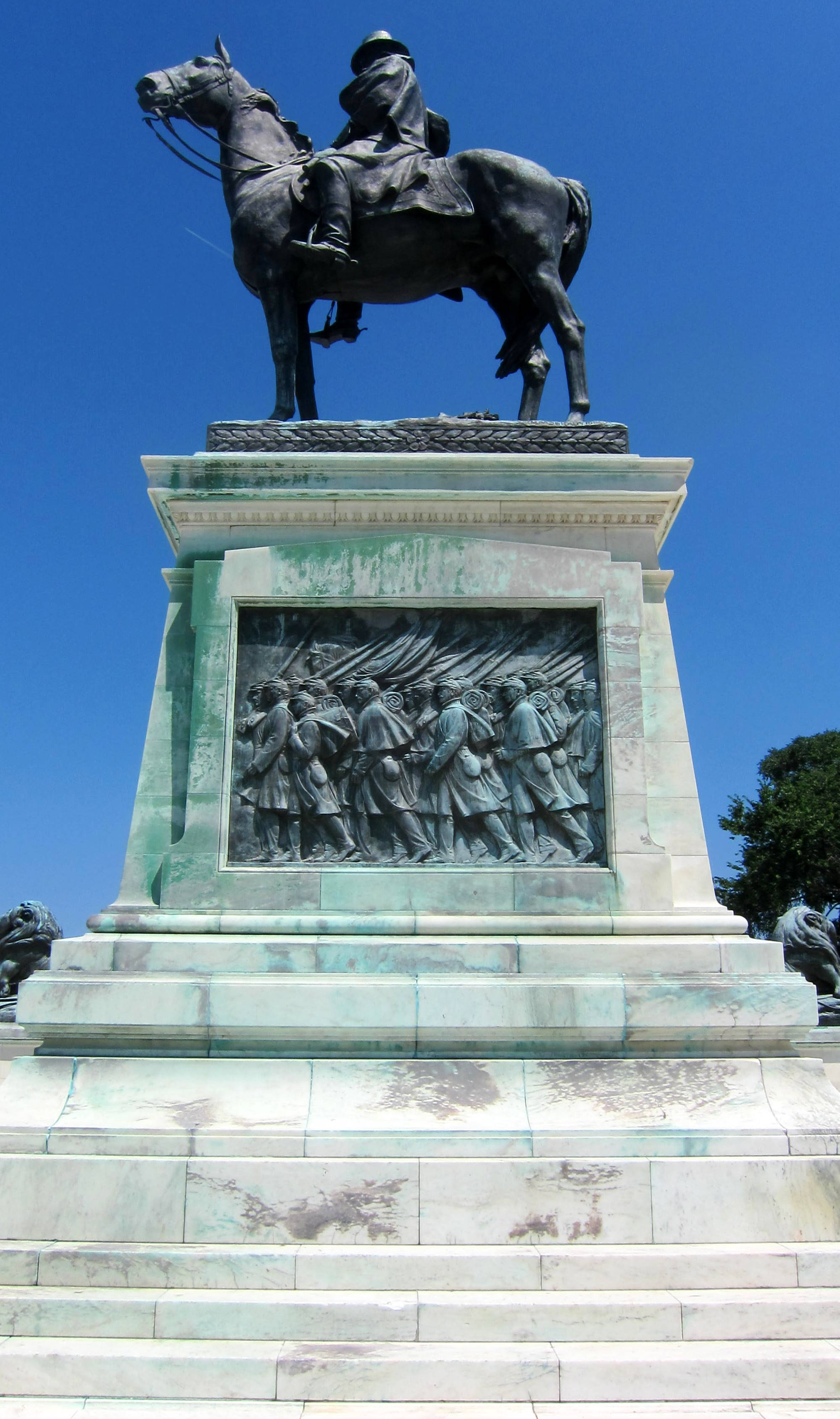
Standbeeld van Ulysses S. Grant voor het Capitool in Washington

- "Unconditional Surrender" Grant ("Onvoorwaardelijke Overgave" Grant)
- Sam Grant
- Ulys (in zijn jeugd)
- "Useless" ("Nutteloos", in zijn jeugd)

## Uitspraken
- "De wens van het volk is de beste wet"
- "Hoewel ik soldaat ben, heb ik nooit van oorlog gehouden of ervoor gepleit, anders dan als middel tot de vrede"
- "Mijn mislukkingen zijn beoordelingsfouten, niet bedoelde fouten"

## Varia
- In 1872 werd president Grant gearresteerd toen hij met paard en wagen te hard door Washington reed. Een dag eerder had de dienstdoende agent hem voor hetzelfde vergrijp al een waarschuwing gegeven.[1] Hij kwam direct vrij op borgtocht en werd een dag later door de politierechtbank veroordeeld tot een boete van 20 dollar.

## Aanstellingen aan het Amerikaanse Hooggerechtshof
- William Strong - 1870
- Joseph Bradley - 1870
- Ward Hunt - 1873
- Morrison Remick Waite - 1874

## Kabinetsleden onder Grant
| Kabinetsleden            | Ministerie         | Periode   | Bijzonderheden                                      |
| ------------------------ | ------------------ | --------- | --------------------------------------------------- |
| Elihu Washburne          | Buitenlandse Zaken | 1869      |                                                     |
| Jacob Cox                | Binnenlandse Zaken | 1869–1870 |                                                     |
| John Rawlins             | Oorlog             | 1869      |                                                     |
| Georges Boutwell         | Financiën          | 1869–1873 |                                                     |
| Ebenezer Hoar            | Justitie           | 1869–1870 |                                                     |
| Adolph Borie             | Marine             | 1869      |                                                     |
| John Creswell            | Posterijen         | 1869–1874 |                                                     |
| Hamilton Fish            | Buitenlandse Zaken | 1869–1877 |                                                     |
| William Tecumseh Sherman | Oorlog             | 1869      |                                                     |
| William Belknap          | Oorlog             | 1869–1876 |                                                     |
| George Robeson           | Marine             | 1869–1877 |                                                     |
| William Evarts           | Justitie           | 1868–1869 | Idem onder Johnson + Buitenlandse Zaken onder Hayes |
| Columbus Delano          | Binnenlandse Zaken | 1870–1875 |                                                     |
| Amos Aberman             | Justitie           | 1870–1871 |                                                     |
| George Henry Williams    | Justitie           | 1871–1874 |                                                     |
| William Richardson       | Financiën          | 1873–1874 |                                                     |
| Benjamin Bristow         | Financiën          | 1874–1876 |                                                     |
| James Marshall           | Posterijen         | 1874      |                                                     |
| Marshall Jewell          | Posterijen         | 1874–1876 |                                                     |
| Edwards Pierrepont       | Justitie           | 1875–1876 |                                                     |
| Zacharias Chandler       | Binnenlandse Zaken | 1875–1877 |                                                     |
| Alphonso Taft            | Oorlog             | 1876      |                                                     |
|                          | Justitie           | 1876–1877 |                                                     |
| James Donald Cameron     | Oorlog             | 1876–1877 |                                                     |
| Lot Morrill              | Financiën          | 1876–1877 |                                                     |
| James Tyner              | Posterijen         | 1876–1877 |                                                     |